# Nicolas Truong
Nicolas Truong (geboren 1967 in Paris) ist ein französischer Journalist und Essayist.

## Leben
Nicolas Truong begann seine journalistische Karriere bei der Monde de l'éducation und bei der Zeitschrift Philosophie Magazine. Zwischen 1989 und 1993 gab er eine eigene Literaturzeitschrift unter dem Titel Lettre  heraus. Truong arbeitet bei der Zeitung Le Monde als Redakteur für den Bereich Idées – Débats. 
Truong arbeitet mit beim Festival von Avignon. Er leitete zwischen 2004 und 2013 das Théâtre des idées  und leitet seither in den Ateliers de la pensée die Controverses du Monde.

## Schriften (Auswahl)
- mit Jacques Le Goff: Une histoire du corps au Moyen Âge. 2003 
  - mit Jacques Le Goff: Die Geschichte des Körpers im Mittelalter. Übersetzung Renate Warttmann. Stuttgart : Klett-Cotta, 2007
- Le théâtre des idées : 50 penseurs pour comprendre le XXIe siècle. Flammarion, 2008
- mit Alain Badiou: Éloge de l'Amour. Flammarion, 2009 
  - mit Alain Badiou: Lob der Liebe : ein Gespräch mit Nicolas Truong. Übersetzung Richard Steurer. Hrsg. von Peter Engelmann. Wien : Passagen, 2011
- mit Alain Badiou: Éloge du théâtre. Flammarion, 2013
- François Jullien: Warum man nicht mehr "ich liebe dich" sagen sollte : ein Dialog mit Nicolas Truong. Übersetzung Erwin Landrichter. Berlin : Verlag Turia + Kant, 2020
- Jean-Claude Ameisen: Les chants mêlés de la Terre et de l'Humanité, entretiens avec Nicolas Truong. Éditions de l'Aube, 2015
- Olivier Roy: La peur de l'islam, dialogues avec Nicolas Truong. Éditions de l'Aube, 2015
- mit Patrick Weil: Le sens de la République. Collection Folio actuel, 2016